# Bolitoglossa dofleini
Bolitoglossa dofleini es una especie de salamandras en la familia Plethodontidae.
Habita en el oeste de Belice, el este de Guatemala y centro-norte de Honduras.
Su hábitat natural son bosques húmedos tropicales o subtropicales a baja altitud, los montanos húmedos tropicales o subtropicales, plantaciones y zonas previamente boscosas ahora muy degradadas.
Está amenazada de extinción debido a la destrucción de su hábitat y al comercio ilegal.